# Casa Street
La Casa Street es una casa histórica ubicada en Point Clear, Alabama, Estados Unidos. Fue construida en 1906 por órdenes de William Street. La casa ha permanecido en la familia Street durante décadas; en la década de 1980, pertenecía a H. Vaughn Street III. Ha sido incluido en el Registro Nacional de Lugares Históricos desde el 20 de diciembre de 1988.